# ヒトヨタケ科
ヒトヨタケ科 (学名: Coprinaceae) は真正担子菌綱ハラタケ目の菌類の一部がかつて所属していた分類群（科）。主に現在のナヨタケ科 (Psathyrellaceae) の各種によって構成されていた。タイプ種はヒトヨタケ（旧学名: Coprinus atramentarius)ではなくササクレヒトヨタケ（Coprinus comatus）であった。
分子系統解析が行われると、ササクレヒトヨタケがハラタケ科に分類されることが明らかとなった。このため、ヒトヨタケ科という名前は消滅して、Coprinaceae はハラタケ科（Agaricaceae）のシノニムとなり、系統的に異なるヒトヨタケやナヨタケ他多くの種は、新設されたナヨタケ科に、ワライタケ他のヒカゲタケ属 (Panaeolus) はオキナタケ科 (Bolbitiaceae) に移された。20世紀前半までの分類体系では、ハラタケ科（当時日本語ではマツタケ科と呼ばれた）は、ひだのあるキノコ（イグチ科を除く現ハラタケ目の大部分とアンズタケ科）を包括する大きな分類群であり、当然ササクレヒトヨタケも属していたので、出戻ったともいえる。
Coprinus は日本語ではササクレヒトヨタケ属と改名し、現在のヒトヨタケ属には Coprinopsis の学名があてられている。
ナヨタケ科 (Psathyrellaceae) も参照のこと。

## 参照
1. ↑  Redhead SA, Vilgalys R, Moncalvo J-M,Johnson J & Hopple, JS Jr. Coprinus Pers. and the disposition of Coprinus species sensu lato. Taxon 50(1): 203-241. 2001
2. 1 2  大作晃一『きのこの呼び名事典』世界文化社、2015年9月10日、47頁。ISBN 978-4-418-15413-5。